# Chernobyl.3828
Chernobyl.3828 (Alternativtitel Chornobyl.3828, Originaltitel ЧОРНОБИЛЬ.3828) ist eine ukrainische Dokumentation aus dem Jahre 2011 über die Aufräumarbeiten der sogenannten Liquidatoren an der Unglücksstelle des havarierten Atomreaktors Tschernobyl in deren meistverseuchtem Gebiet „Mascha“ („M“).
Der Filmtitel „3828“ soll an die Anzahl der damals dort tätigen Liquidatoren erinnern. Unter der Regie von Serhij Sabolotnyj zeigt der Film viele Original-Kameraaufnahmen aus dem Herbst 1986 und die Erzählung des damals direkt vor Ort tätigen Dosimetristen Valeriy Starodumov.

## Inhalt
25 Jahre sind vergangen, seit Valeriy Starodumov als Dosimetrist im September 1986 an der Unglücksstelle von Tschernobyl arbeitete, und zwar inmitten deren Epizentrum, nämlich dem Explosionskrater und dem am meisten verseuchten Gebiet „Mascha“ („M“).
Der Film zeigt in Originalbildern zunächst den Einsatz von Räumrobotern und des deutschen Roboters „Joker“, der aber sofort technisch versagte. Als Folge entschied die damalige sowjetische Regierung, Menschen für die Aufräumarbeiten einzusetzen, die sogenannten „Liquidatoren“.
Der Film zeigt ihre Arbeit: Das Rennen auf die verseuchte Fläche, die Motivation und Belobigung durch die Vorgesetzten, den Einsatz der Dosimeter, das Hissen der Roten Fahne am Schornstein, den inneren Dialog.

## Preise
- 2017: Special Recognition beim International Uranium Film Festival[4]